# Шубиха
Шубиха — деревня в составе Ивановского сельского поселения Шарьинского района Костромской области России.

## География
Деревня расположена недалеко от автодороги Урень — Шарья — Никольск — Котлас Р157, при речке Нужне (или Нефунихе).

## История
В конце XVIII века деревня принадлежала Фёдору Глебовичу Салтыкову, сыну Салтычихи.
Согласно Спискам населённых мест Российской империи в 1872 году деревня относилась к 2 стану Ветлужского уезда Костромской губернии. В ней числилось 36 дворов, проживало 125 мужчин и 114 женщин.
Согласно переписи населения 1897 года в деревне проживало 374 человека (186 мужчин и 188 женщин).
Согласно Списку населённых мест Костромской губернии в 1907 году деревня относилась к Печенкинской волости Ветлужского уезда Костромской губернии. По сведениям волостного правления за 1907 год в деревне числилось 74 крестьянских двора и 386 жителей. Основным занятием жителей деревни был лесной промысел.
До 2010 года деревня относилась к Печёнкинскому сельскому поселению.

## Население
| 2008 | 2010 | 2014 | 2024 |
| ---- | ---- | ---- | ---- |
| 15   | ↘5   | ↗8   | ↘0   |